# Breathe (album Midge Ure)
Breathe è un album del cantante britannico Midge Ure, pubblicato nel 1996 dall'etichetta discografica Arista.
Il disco è stato scritto interamente da Midge Ure, che ha collaborato con il produttore Richard Feldman solo per la scrittura della traccia Fields of Fire.
L'album conteneva l'omonimo singolo Breathe, famoso perché nella campagna pubblicitaria televisiva della Swatch che ha permesso all'album di riscuotere un buon successo di vendite.

## Tracce
CD Arista (74321 54709 2 (BMG) / EAN 0743215470922)
1. Breathe - 4:09
2. Fields of Fire - 4:29
3. Fallen Angel - 3:53
4. Free - 4:43
5. Guns and Arrows - 4:44
6. Lay My Body Down - 3:58
7. Sinnerman - 3:38
8. Live Forever - 4:21
9. Trail of Tears - 3:38
10. May Your Good Lord - 4:04
11. The Maker - 4:44

## Classifiche
| Classifica (1996/1997) | Posizione raggiunta |
| ---------------------- | ------------------- |
| Austria                | 10                  |
| Svizzera               | 22                  |